# Aphyosemion melinoeides
Aphyosemion melinoeides är en fiskart som först beskrevs av Sonnenberg 2007.  Aphyosemion melinoeides ingår i släktet Aphyosemion och familjen Nothobranchiidae. Inga underarter finns listade i Catalogue of Life.